# Судоходство в Древнем Египте

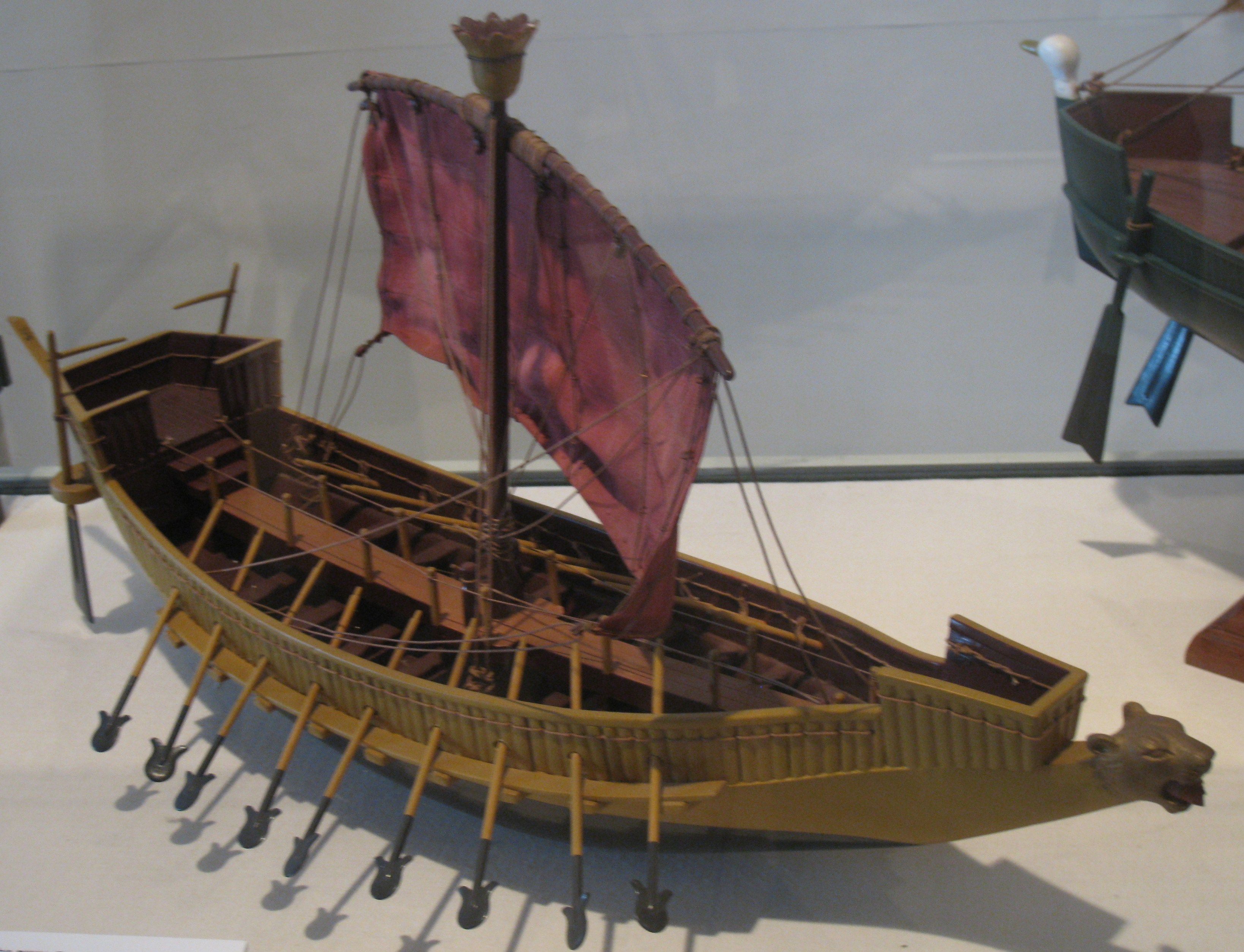
Модель древнеегипетского военного корабля эпохи Рамсеса III (около 1185—1153 года до н. э.)

Судоходство в Древнем Египте имело важную роль как для экономики страны, так и в социальной и общественной жизни.

## Эволюция плавательных средств

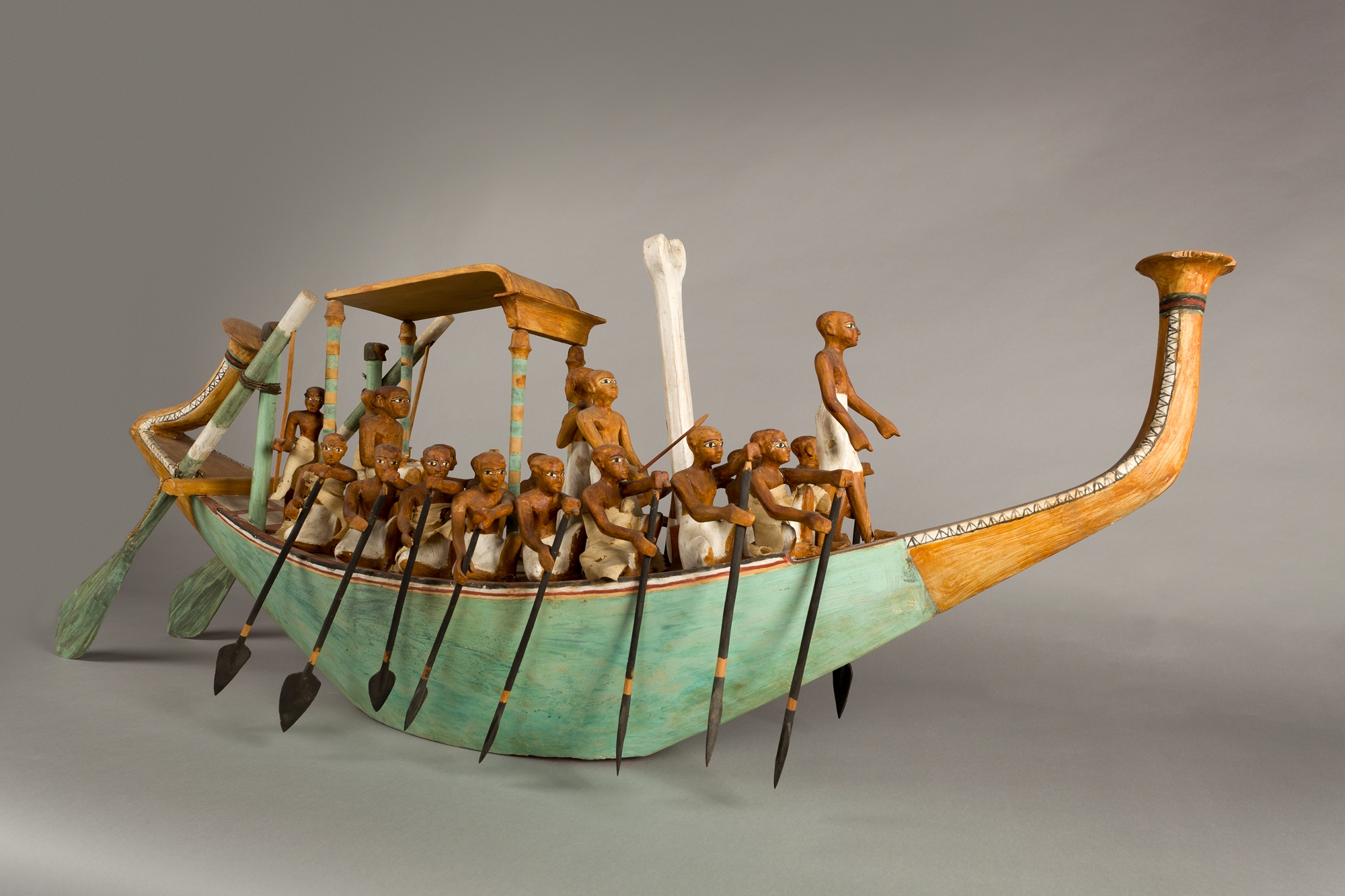
Модель лодки из гробницы Мекетре (TT280), ок. 1981 –1975 годы до н.э. Древний Египет. Метрополитен-музей

Тростниковые плоты и маленькие лодки в виде серпа, управлявшиеся вёслами, были первыми известными средствами передвижения по воде, существовавшими в Древнем Египте. Они вошли в повсеместное использование и были популярны среди рыбаков, а также служили для переправ через многочисленные болота и каналы. Во время ежегодных разливов Нила эти лодки были предметом первостепенной важности, потому что деревни Верхнего Египта превращались в острова.

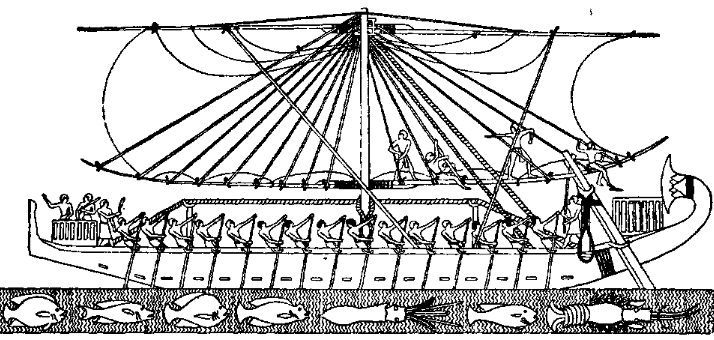
Египетский мореходный корабль XV в. до н. э. Прорись барельефа из заупокойного храма Хатшепсут в Дейр-эль-Бахри

В 2000 году французский подводный археолог Франк Годьо и его команда обнаружили в порту Гераклиона 64 корабля — самое большое кладбище античных судов за всю историю археологии. Среди них — флотилия из 12 однотипных судов построенная в VI—II веках до н. э. из древесины акации нильской. Их длина от носа до кормы составляет 26 метров. Несмотря на плоский и узкий корпус, они обладают хорошими мореходными качествами для плавания в прибрежных морских водах благодаря рулю с мощной лопастью, парусной мачте и острому килю. Согласно исследованиям А. А. Белова, «Ship 17» представляет собой судно «барис», описанное Геродотом.

## Торговля
Водные маршруты в Древнем Египте являлись безопасными и дешёвыми, что и делало судоходство таким важным для древнеегипетской экономики.

## Мифология
Древнеегипетские лодки нашли своё отражение и в мифологии. Бог солнца Ра пересекал ежедневно небосвод на двух лодках — Атет и Сектет.